# Vetenskapsåret 1831

## Händelser
- 1 juni - James Clark Ross upptäcker läget för magnetiska nordpolen på Boothiahalvön.
- 27 december - Charles Darwin reser ut med HMS Beagle.
- Heinrich Schwabe ritar den första detaljerade bilden av stora röda fläcken på Jupiter.
- A. A. Bussy publicerar Mémoire sur le Radical métallique de la Magnésie, som beskriver hur magnesium kan isoleras.

### Allmänt
- 27 september - British Association for the Advancement of Science håller i York sitt första möte.[1]

### Astronomi
- 7 januari - Stora kometen 1831 (C/1831 A1, 1830 II) observeras första gången av John Herapath.[2]
- 7 mars - Royal Astronomical Society får Royal Charter.[3]

### Teknik
- 29 augusti - Michael Faraday demonstraterar Elektromagnetisk induktion för Royal Society.[4]

## Pristagare
- Copleymedaljen: George Biddell Airy, brittisk astronom
- Wollastonmedaljen: William Smith, brittisk geolog, "engelska geologins fader". [5]

## Födda
- 26 januari - Anton de Bary (död 1888), tysk kirurg, botaniker, mikrobiolog och mykolog.
- 28 februari - Edward James Stone (död 1897), brittisk astronom.
- 3 mars - George Pullman (död 1897), amerikansk uppfinnare, industriman.
- 16 maj - David E. Hughes (död 1900), brittisk-amerikansk uppfinnare.
- 13 juni - James Clerk Maxwell (död 1879), skotsk matematiker och teoretisk fysiker.
- 20 augusti - Eduard Suess (död 1914), brittisk geolog.
- 6 oktober - Richard Dedekind (död 1916), tysk matematiker.
- 29 oktober - Othniel Charles Marsh (död 1899), amerikansk paleontolog.

## Avlidna
- 27 juni - Sophie Germain (född 1776), fransk matematiker.

### Fotnoter
1. ↑  Palmer, Alan; Veronica (1992). The Chronology of British History. London: Century Ltd. sid. 257–258. ISBN 0-7126-5616-2
2. ↑  ”SAO/NASA ADS Astronomy Abstract Service”. http://adsabs.harvard.edu/cgi-bin/nph-bib_query?bibcode=1831MNRAS...2....6H&db_key=AST. Läst 6 februari 2011.
3. ↑  ”A brief history of the RAS”. Royal Astronomical Society. http://www.ras.org.uk/about-the-ras/a-brief-history. Läst 6 februari 2011.
4. ↑  ”Icons, a portrait of England 1820-1840”. Arkiverad från originalet den 12 mars 2006. https://web.archive.org/web/20060312235958/http://www.icons.org.uk/theicons/icons-timeline/1820-1840. Läst 12 september 2007.
5. ↑  ”Geological Society”. Arkiverad från originalet den 5 juni 2011. https://web.archive.org/web/20110605102217/http://www.geolsoc.org.uk/gsl/society/history/page750.html. Läst 13 april 2011.